# (4475) Voitkevich
(4475) Voitkevich ist ein Hauptgürtelasteroid, der am 20. Oktober 1982 von Ljudmila Georgijewna Karatschkina am Krim-Observatorium entdeckt wurde.
Der Asteroid wurde nach dem russischen Geologen George Vitol'dovich Voitkevich benannt.